# 拉里莎·皮门塔
拉里莎·辛西纳托·皮门塔（葡萄牙語：Larissa Cincinato Pimenta，1999年3月1日—），巴西女子柔道运动员，2019年泛美运动会女子52公斤级金牌得主、2023年泛美运动会女子52公斤级金牌得主和混合团体银牌得主。